# Puerto la Cruz
För staden på Kanarieöarna, se Puerto de la Cruz.
Puerto la Cruz är en stad i delstaten Anzoátegui i norra Venezuela, och grundades den 9 april 1862. Befolkningen beräknas till 252 023 invånare år 2008, vilket inkluderar stadsdelen Pozuelos. Kommunens officiella namn är Juan Antonio Sotillo, och har en yta på 244 kvadratkilometer. Puerto la Cruz är tillsammans med Barcelona i sydväst huvudorter i ett storstadsområde med ungefär 750 000 invånare.
Olja och turism är viktigt för stadens näringsliv. I Puerto la Cruz spelades matcher vid Copa América 2007 i fotboll.